# Зональный (Волгоградская область)
Зональный — хутор в Среднеахтубинском районе Волгоградской области.
Входит в состав Кировского сельского поселения.

## География
Хутор полуокружает ерик.

### Улицы
- ул. Лесная
- ул. Набережная
- ул. Придорожная
- ул. Приозерная
- ул. Химиков
- ул. Центральная
- пер. Глухой
- пер. Полевой
- пер. Солнечный

## Население
| 2010 |
| ---- |
| 70   |